# Caught in a Web
«Caught in a Web» es la segunda pista del álbum Awake, de la banda de metal progresivo Dream Theater. Fue realizada también una edición para difusión radial. La canción es versionada en vivo en los álbumes Once in a LIVEtime y Live Scenes From New York, del cual la versión es una fusión entre esta canción y New Millennium, del álbum Falling Into Infinity, fusión llamada en el disco Caught in a New Millennium.
Fue escrita por John Petrucci y James LaBrie. Con una duración de 5:28 es la canción más corta del álbum, exceptuando The Silent Man (que forma parte de la Suite A Mind Beside Itself) y el bonus track de la edición japonesa, Eve.